# Porina fulvula
Porina fulvula är en lavart som beskrevs av Müll. Arg. Porina fulvula ingår i släktet Porina och familjen Porinaceae.   Inga underarter finns listade i Catalogue of Life.